# White House (Tennessee)
White House é uma cidade localizada no estado norte-americano de Tennessee, no Condado de Robertson e Condado de Sumner.

## Demografia
Segundo o censo norte-americano de 2000, a sua população era de 7220 habitantes.
Em 2006, foi estimada uma população de 9184, um aumento de 1964 (27.2%).

## Geografia
De acordo com o United States Census Bureau tem uma área de
23,2 km², dos quais 23,2 km² cobertos por terra e 0,0 km² cobertos por água. White House localiza-se a aproximadamente 251 m acima do nível do mar.

## Localidades na vizinhança
O diagrama seguinte representa as localidades num raio de 16 km ao redor de White House.